# Holotrichia squamuligera
Holotrichia squamuligera är en skalbaggsart som beskrevs av Kirsch 1877. Holotrichia squamuligera ingår i släktet Holotrichia och familjen Melolonthidae. Inga underarter finns listade i Catalogue of Life.